# CRYAA
El gen Cryaa  se encuentra en el autosoma 21 humano, posee tres exones y codifica para una chaperona antiapoptótica llamada alfa-cristalina (en inglés Alpha-crystallin A chain o CRYAA). Pertenece a la familia Heat Shock Proteins y su función radica en proteger los componentes celulares bajo condiciones de estrés y además ejerce un papel estabilizador en las células del cristalino ocular de los vertebrados, manteniendo su transparencia. Por otro lado, su expresión es fundamental para el correcto desarrollo embrionario del ojo.
| Base de datos | Referencia      |
| ------------- | --------------- |
| NCBI          | 1409            |
| ENSEMBL       | 6560714-6564489 |
| UniProt       | P02489          |
| OMIM          | 123580          |

- Datos: Q17909993